# Dodona lecerfi
Dodona lecerfi är en fjärilsart som beskrevs av Hans Fruhstorfer 1914. Dodona lecerfi ingår i släktet Dodona och familjen Riodinidae. Inga underarter finns listade i Catalogue of Life.